# Sutvrač
Sutvrač je tvrđava na lokalitetu zvanom Sv. Vrač, na najvišoj koti otoka, utemeljena je 1563. g. utvrda radi obrane Lopuda od gusara i mletačkih nasrtaja. Obično se nazivlje imenom "Španjola", a pretpostavlja se da joj je to iz doba austrijske uprave, jer je Vijeće umoljenih 1638. godine nazivlje "Sutvrač". U unutrašnjosti tvrđave je bila crkvica sv. Kuzme i Damjana. Graditeljske intervencije, prigradnje u 18. i 19. stoljeće. Trapezoidnog je oblika s četiri bastiona na uglovima, a u unutrašnjosti s prizemnim objektima i kapelom. U ruševnom je stanju.

## Zaštita
Pod oznakom Z-1615 zavedeno je kao nepokretno kulturno dobro - pojedinačno, pravna statusa zaštićena kulturnog dobra, klasificirano kao "vojna i obrambena građevina".